# Dezső Wein
Dezső Wein (* 19. Januar 1873 in Pest; † 5. Juni 1944 in Budapest) war ein ungarischer Gerätturner und späterer Arzt.

## Werdegang
Wein, der für den BBTE Budapest startete, nahm an den Olympischen Sommerspielen 1896 in Athen teil und trat in den Disziplinen Pferdsprung, Reck, Barren und Pauschenpferd an. Sein genaues Ergebnis ist dabei nicht überliefert, da lediglich die Medaillenplatzierten in den Quellen erwähnt werden. Zwei Jahre zuvor hatte er die Ungarischen Meisterschaften gewonnen. Nach seiner aktiven Zeit wurde er Vorsitzender des BBTE Budapest und war hauptverantwortlich für die Einführung des Skisports in Ungarn.
Neben seiner sportlichen Karriere studierte Wein Medizin und schloss sein Studium nur ein Jahr nach den Olympischen Spielen ab. Er arbeitete in der Folge als Arzt. In seiner Freizeit betätigte sich Wein als Wanderer und schrieb über seine Erlebnisse sowie seine Sportlertätigkeit drei Bücher.
Wein war zweimal verheiratet und hatte vier Kinder.

## Werke
- Kirándulás a Strázsára (Turisták L. 1891)
- Hogyan ápolja a tornász kezeit? (Tornaügy, 1895)
- Nemzeti kultúránk és testi nevelés (Bp., 1906)